# Chop suey
A chop suey (杂碎, ejtsd: [csápszűj], szó szerint kevert darabok) kínai stílusú amerikai étel.

## Története
Amerikában először 1896. augusztus 29-én, a New Yorkban dolgozó kínai nagykövet, Li Hung-Csang szakácsai készítettek el. Egy másik városi legenda szerint a 19. században kínai szakácsok készítették záróra előtt egy San Franciscói kocsmában, a hangoskodó és ételt követelő aranyásók lecsillapítására. A konyhában állítólag összeöntötték az ételmaradékokat, amelyet aztán valamilyen mártással kevertek össze. Az étel angol neve chop suey.
Jellegét tekintve ragu, amelynek fő alkotórésze az enyhén pirított édes és ropogós babcsíra. További meghatározó hozzávalók a kevés gyufaszálnyi csíkokra feldarabolt marha-, sertés-, csirke-, bárány- vagy rákhús, helyi zöldségek, főleg kínai kel, brokkoli, bambuszrügy, júdásfülgomba, vízigesztenye (Eleocharis dulcis), zöldpaprika, zeller, vöröshagyma és borsó. A változatos hozzávalókat együtt főzik-sütik sűrű raguvá, és párolt rizsre halmozzák. Készítik főtt tésztával is. Tálaláskor egészben vagy darabokban az étel tetejére helyezik a hozzávalóként elkészített omlettet.
A chop suey nem igazán autentikus kínai étel, hanem tipikusan a populáris „amerikai” kínai konyha része. Több változatban is készítik.

## Galéria

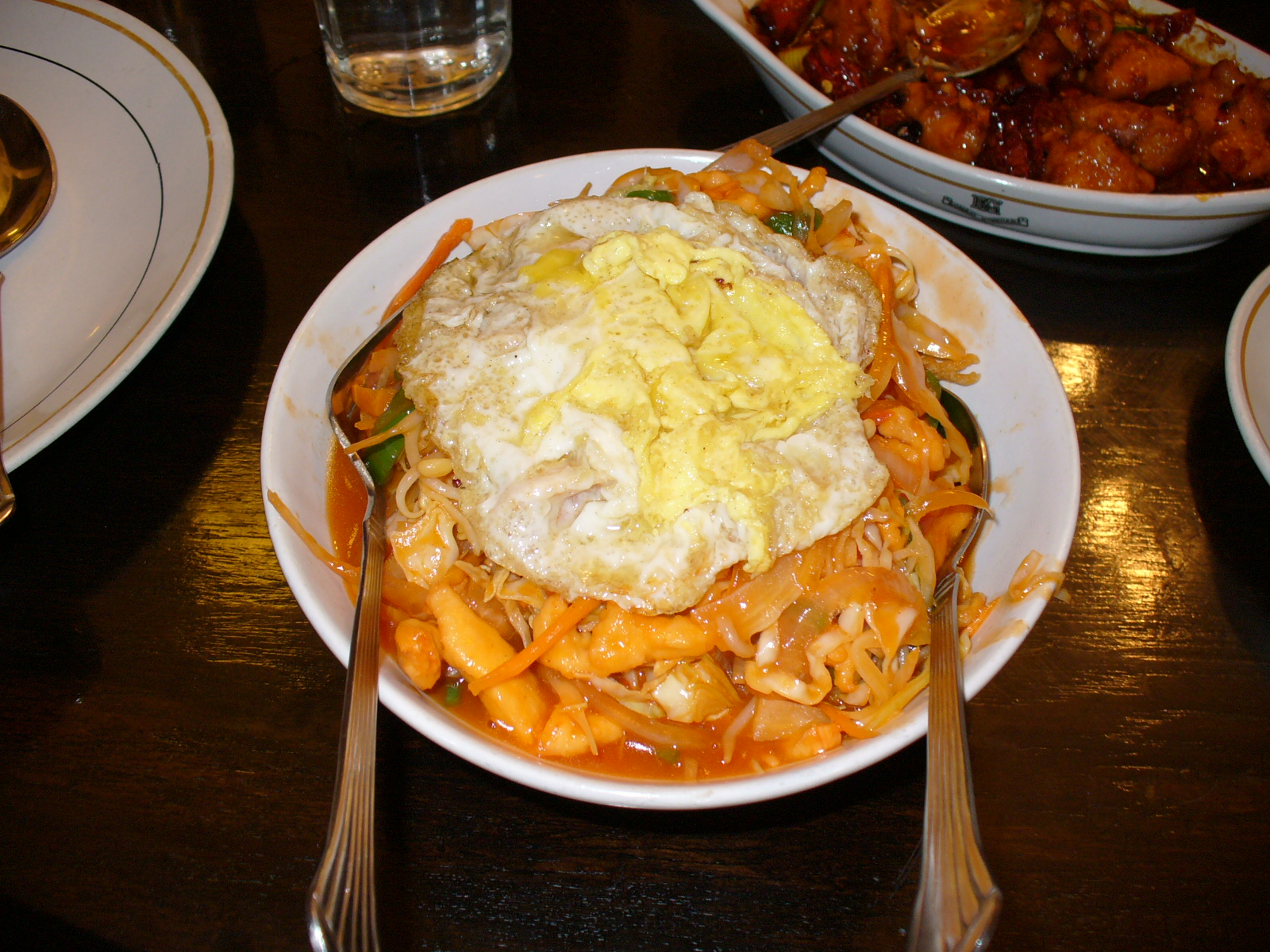
Amerikai Chop Suey omlettel
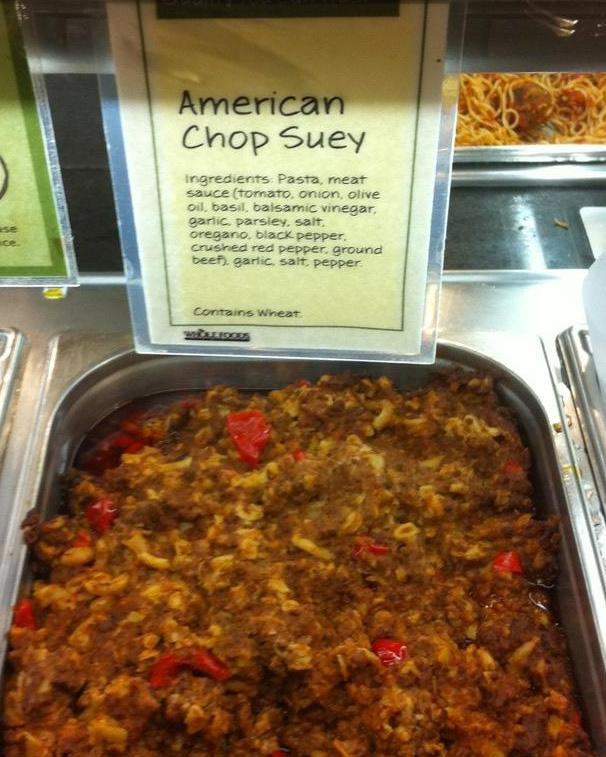
Amerikai Chop Suey tésztával
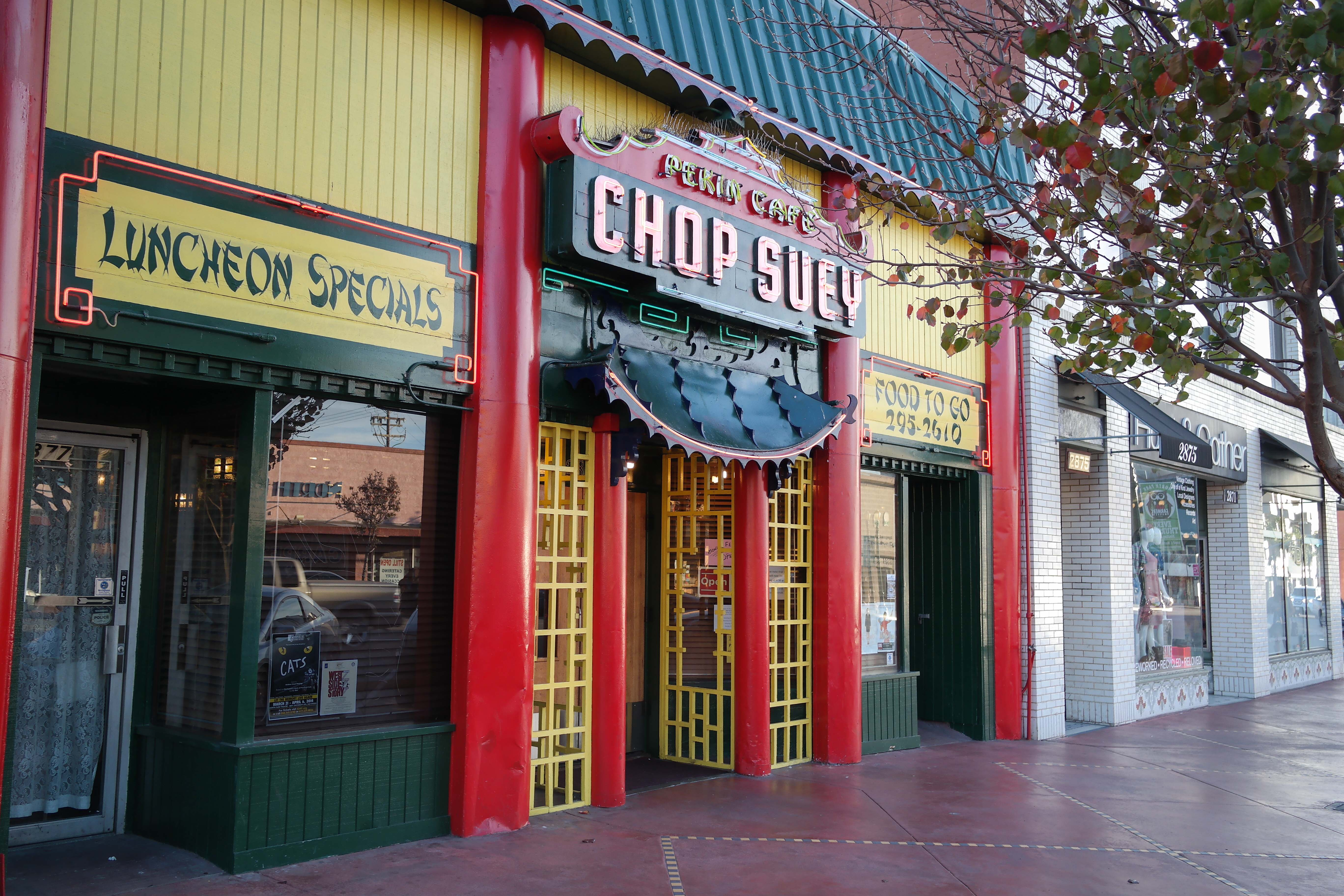
Chop Suey étterem San Diegóban